# Cetatea Scurtă (Orlat)
Cetatea Scurtă este o așezare neolitică pe un deal numit Dealul Lidii sau Dealul Cetatea Scurtă aflat în vecinătatea Orlatului la nord-vestul satului. Pe această înălțime cercetările arheologice și mențiunile documentare identifică numeroase situri printre care o așezare neolitică și două fortificații cu valuri de pământ: Cetatea Scurtă și Cetatea "La Zidu". 

## Situri arheologice
Teritoriul sitului Cetății Scurte (Cod LMI SB-I-s-A-11983), este fortificat cu valuri de pământ din pantă, în cornișa dealului în partea de vest fiind ridicată pe vremuri o palisadă. Prima atestare documentară a cetății este în anul 1319, prima cercetare arheologică a fost făcuta între anii 1967 - 1969. Situl este mărginit în sud și est de apele pârâului Cernavodă, spre nord-vest aflându-se două șanțuri cu val. S-au descoperit materiale și urme ceramice atribuite așa-numitei culturi de Ciugud fapt ce a permis datarea întregii fortificații în secolul al XII-lea.
În urma cercetărilor arheologice s-au descoperit urme de locuire (Cod LMI SB-I-m-A-11983.02) încă din vremuri preistorice (Cultura Coțofeni) și romane, fortificația (Cod LMI SB-I-m-A-11983.01) fiind atribuită locuitorilor evului mediu. Pe zona sitului au fost descoperite fragmente de ceramică de tip Ciugud, fapt ce a determinat datarea construcției cetății  în secolul al XII-lea de către populația autohtonă, românească. De asemenea M. Roska menționează că aici a existat și o așezare neolitică.
De la această fortificație și-a primit numele și Orlatul, numit în anul 1322, Comuna de Sub Cetate (Warolyafolw). Cetatea a fost identificată, de catre unii, cu cetatea regală de graniță Salgo (în traducere, Strălucitoarea).
În cercetările arheologice pe care le-a efectuat aici, Thomas Nägler menționează existența pe vârful "La Zidu", pe înălțimea de lângă halta CFR, a unui sit arheologic (SB-I-s-B-11984) ce conține o cetate de piatră (Cod LMI SB-I-m-B-11984.01) cu rol de așezare din epoca bronzului (Cod LMI SB-I-m-B-11984.02), ovală, prinsă cu mortar, cu un diametru de maxim 228m, ziduri cu o grosime medie de 1,4m și o înălțime maximă de 2,5m. Nagler datează construcția la începutul secolului al XIV-lea în funcție de ceramica găsită. Se presupune că fortificația de piatră construită la începutul secolului al XIV-lea "La Zidu", a preluat rolul jucat un secol mai devreme de Cetatea scurtă.
În perioada 1995-1996, Luca-Părean, a descoperit în locul Viile Orlatului, fragmente ceramice neornamentate și ornamentate ce aparțin culturii Wietenberg și menționează existența unor materiale arheologice a căror proveniență este neprecizată, materiale ce ar aparține culturii Vinča și Petrești precum și din epoca bronzului (Cod LMI SB-I-m-A-11983.03) sau neolitic.
Pe dealul unde se află Cetatea Scurtă, a fost ridicată o troiță în semn de omagiu și respect față de eroii români care s-au jertfit pentru propășirea neamului în primul război mondial.

## Legende
De-a lungul timpului aceste cetăți au născut o mulțime de legende și mituri, cum că pe aici dacii au ascuns comori, aur și muniții de război. În anul 1860 febra aurului a cuprins dealul de la Orlat în mod oficial. O societate pe acțiuni cu sediul la Sebeș a început să facă prospecțiuni în primetrul ruinelor orlățene. La sfârșitul secolului al XIX-lea Alexandru Gregorevici, un preot greco-catolic, și-a pierdut întreaga avere în încercarea de a descoperi vestigii arheologice în această zonă. Ioan Părean a cules o legendă locală prin care se povestește că Decebal și-ar fi ascuns comoara pe Dealul Uriașilor, în speță - Cetatea La Zidu. Ca fiecare comoară aceasta era protejată de un blestem. Povestea comorii vine, după părerea istoricului Aurel Decei din perioada secolului al XIX-lea, cu ocazia descoperirii în arhivele regale de la Târgu Mureș a unei scrisori care a aparținut unui dezertor din armata imperială. În aceasta, dezertorul ar fi scris înainte să moară, cum a descoperit el comoara lui Decebal din Munții Cindrelului, într-un loc cu ziduri străvechi, cu doi ogari de argint care păzeau intrarea într-o încăpere. Trecând prin această cameră se ajungea în cea de a doua plină cu schelete omenești, după care se ajungea în a treia care era camera tezaurului. Tezaurul ar fi fost compus din statuia lui Decebal din aur aflată între mai multe figuri omenești, din aur masiv, adunate în jurul unei mese. Decebal era sculptat stând pe un tron. De asemenea, într-o parte a camerei erau statui din aur cu soția lui Decebal, Ezis, și însoțitoarele sale având o cloșca cu pui, mult aur și argint și pietre prețioase.